# ورم قرص الشعرة
ورم قرص الشعرة (بالإنجليزية: Trichodiscoma)‏ هو حالة جلدية، وهو عبارة عن ورم حميد وعادة ما يلون الجلد وعادة ما يظهر على الوجه وأعلى الجذع.:674